# 凱文·赫恩
凱文·雷·赫恩（英語：Kevin Ray Hern，1961年12月4日—）是一位來自俄克拉荷馬州美國商人和政治人物。共和黨成員，現任美國眾議院議員俄克拉荷馬州第一國會選區、前共和黨研究委員會主席，赫恩於2018年首次當選。在2023年1月美國眾議院議長選舉中，赫恩被提名為眾議院議長。
2023年10月4日凱文·赫恩將競選2023年10月美國眾議院議長選舉
2025年被当选为眾議院共和黨政策委員會主席

## 外部連結
- Congressman Kevin Hern （页面存档备份，存于） official U.S. House website
- Kevin Hern for Congress （页面存档备份，存于） official campaign site

- 美國國會國家人物傳記大辭典中的傳記
- 由華盛頓郵報維護的投票記錄
- 智慧投票计划中的傳記、投票紀錄及利益集團評級
- 聯邦選舉委員會中的競選財務報告和數據
- C-SPAN內的頁面（英文）